# U.S.D. FiesoleCaldine
Unione Sportiva Dilettantistica FiesoleCaldine là một câu lạc bộ bóng đá Ý có trụ sở tại Fiesole, Tuscany.

## Lịch sử

### Thành lập
Câu lạc bộ được thành lập năm 1999 sau khi sáp nhập giữa GS Caldine (thành lập năm 1922) và GS Fiesole (thành lập năm 1958).

### Serie D
Trong mùa 2011-12 đội đã được thăng hạng từ Eccellenza Tuscany / B lên Serie D.

## Màu sắc và huy hiệu
Màu sắc của đội là xanh nhạt của GS Caldine và màu xanh lá cây của GS Fiesole.

## Danh hiệu
- Eccellenza:
  - Chiến thắng (1): 2011-12